# 想入飛飛
《想入飛飛》（英語：3688），是一部於2015年上映的新加坡電影。由蔡淳佳、陳國輝、劉玲玲、黃烔耀領銜主演。新加坡於2015年9月17日上映，台灣預計於2016年3月4日上映。

## 演員陣容
| 演員姓名 | 角色名稱  | 介紹 |
| 蔡淳佳   | 夏飛飛    |      |
| 陳國輝   | Radio叔   |      |
| 劉玲玲   | 卡卡/阿鸞 |      |
| 黃烔耀   | 茂山      |      |

### 其他演員
| 角色名稱 | 演員姓名 | 介紹 |

## 電影歌曲
| 曲別   | 歌名 | 演唱者 | 作詞   | 作曲   | 備註 |
| 主題曲 | 念   | 蔡淳佳 | 王祚森 | 张玫洁 |      |
| 插曲   |      |        |        |        |      |

## 工作人員
- 監製：
- 製作人：
- 導演：陳子謙
- 編劇：林方偉
- 製作公司：
- 發行公司：華映娛樂（台灣發行商）

## 外部連結
- 想入飛飛的Facebook專頁
- 華映娛樂的Facebook專頁
- 互联网电影数据库（IMDb）上《想入飛飛》的资料（英文）
- 豆瓣电影上《想入飛飛》的資料 （简体中文）